# Acantosi
L'acantosi è una alterazione istopatologica dell'epidermide che consiste in un aumento del numero delle cellule che compongono lo strato spinoso. La si ritrova in alcune patologie cutanee quali per esempio eczema e psoriasi.

## Tipologia
La forma più particolare è l'acantosi nigricans, una malattia la cui evoluzione può essere benigna o maligna, caratterizzata da una presenza pigmentata che può essere un segnale di qualche disfunzione negli organi quali l'apparato digerente.

## Eziologia
L'acantosi è una malattia tipica dell'epidermide (ispessimento dello strato basale che di conseguenza alimenta lo spinoso). È tipica delle zone del corpo costrette ad un prolungato attrito, quindi ad esempio i piedi oppure intorno ai genitali.